# Penny Haxell
Penélope Evelyn (Penny) Haxell é uma matemática canadense que trabalha como professora no departamento de combinatória e otimização na Universidade de Waterloo. Seus interesses de pesquisa incluem combinatória externa e teoria dos grafos.
Haxell formou-se em 1988 pela Universidade de Waterloo, e concluiu o doutorado em 1993 na Universidade de Cambridge, sob a supervisão de Béla Bollobás. Desde então, trabalhou na Universidade de Waterloo, onde foi promovida a professor catedrático em 2004.
Suas realizações em pesquisa incluem resultados sobre o lema da regularidade de Szemerédi , hipergrafo, generalizações do Teorema do salão de casamento, gráfico fracionário do Problema das embalagens, e a Coloração forte de grafos.